# Scotonycteris
Genre
Scotonycteris est un genre de chauves-souris de la famille des Pteropodidae.

## Quelques critères
Les Scotonyctères possèdent des taches blanc osseux, formant comme des larmes, de chaque côté des yeux et au dessus de la lèvre supérieure. Le plus souvent 3 zones blanches ressortent. Les yeux sont généralement ovoïdes et grands. La coloration de la fourrure est assez variable.

## Liste des espèces
- Scotonycteris bergmansi Hassanin, Khouider, gembu, Goodman, Kadjo, Nesi, Pourrut, Nakouné and Bonillo, 2015
- Scotonycteris ophiodon Pohle, 1943
- Scotonycteris occidentalis Hayman, 1947
- Scotonycteris zenkeri Matschie, 1894